# نقل الطاقة لاسلكيا

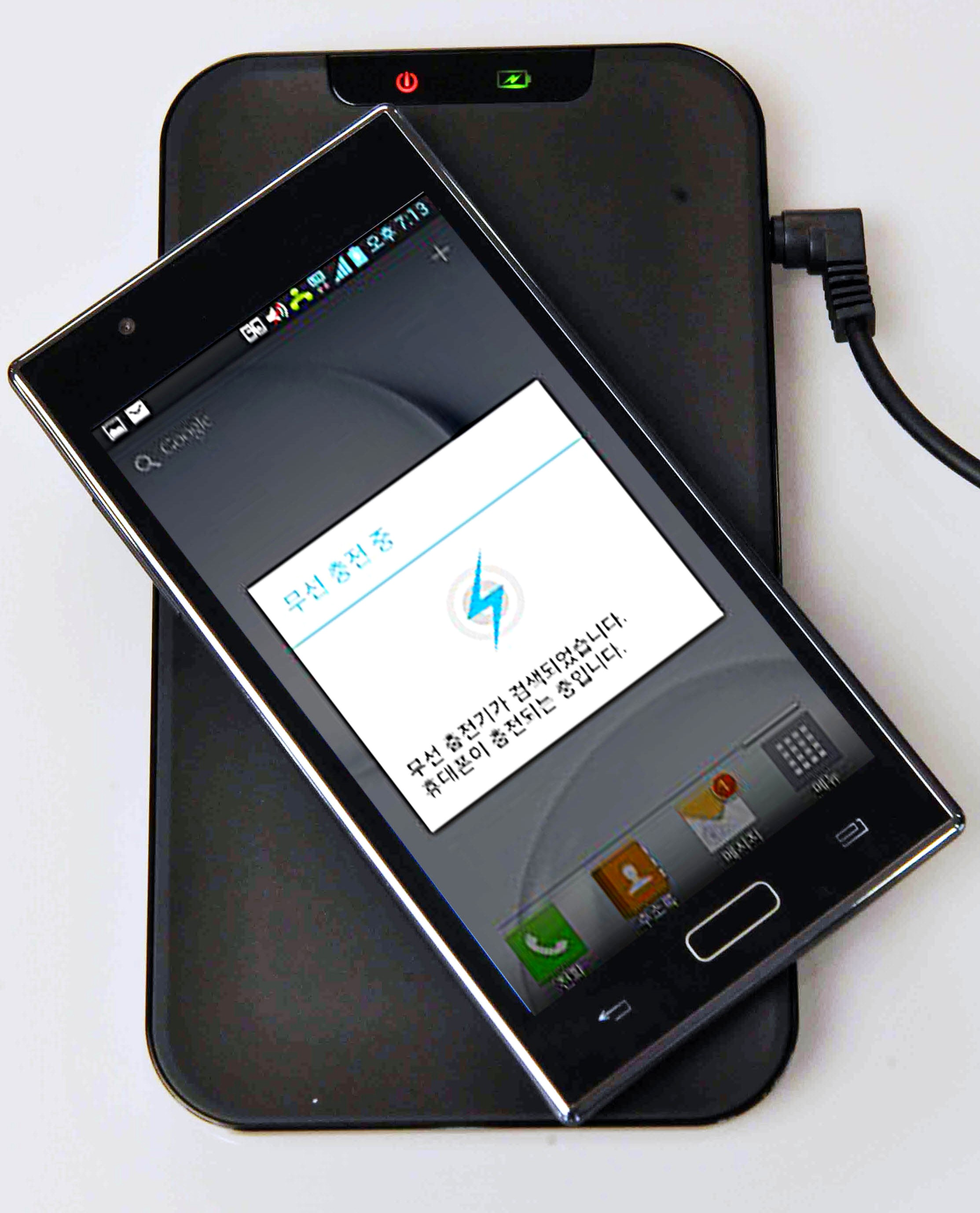
شحن حثّي لهاتف إل جي لوحي، باستخدام نظام تشى، كمثال على النقل اللاسلكي عن قُرب. عند وضع الهاتف على اللوح، يقوم ملف في اللوح بتوليد مجال مغناطيسي ينقل التيار إلى ملف آخر في الهاتف فتُشحن البطارية.

نقل الطاقة لاسلكيًا (WPT) هو نقل للطاقة الكهربائية من مصدر طاقة إلى أي حمل كهربي - جهاز مستهلك للكهرباء - ، دون استخدام موصل كهربائي. يشير مصطلح الطاقة اللاسلكية إلى عدد من تقنيات نقل الطاقة التي تستخدم حقول كهربائية أو مغناطيسية أو كهرومغناطيسية متفاوتة زمنيًا. عند نقل الطاقة لاسلكيًا، يتصل ناقل لاسلكي بمصدر للطاقة فينقل مجال الطاقة عبر التداخل مع مجال مستقبل أو أكثر، حيث تُحَوَّل الطاقة إلى تيار كهربي صالح للاستخدام. يصلح نقل الطاقة لاسلكيًا في الحالات التي يكون فيها الاتصال الفيزيائي غير ملائم أو ضار أو غير ممكن.
تنقسم تقنيات نقل الطاقة لاسلكيًا إلى نوعين، إشعاعي وغير إشعاعي. في التقنيات غير الإشعاعية، تنتقل الطاقة من خلال حقول مغناطيسية باستخدام مقرن حثي بين الملفات الكهرومغناطيسية. من تطبيقات هذا النوع شواحن فرشاة الأسنان الكهربائية وبطاقات تحديد الهوية بموجات الراديو والبطاقات الذكية وشواحن ناظمات القلب الاصطناعية وشواحن المركبات الكهربائية.

## نظرية تسلا الاب الروحي للاسلكية
يعتبر العالم “نيكولا تسلا” أول من فكر بالنقل اللاسلكي للكهرباء، فلقد صمم برج ” واردنكلايف”  المعروف باسم برج تسلا للنقل اللاسلكي للطاقة الكهربائية، وذلك في الفترة بين  1898 و1901م، وكانت الفكرة تتضمن إنشاء مجال كهربائي بين لوحين معدنيين كلاهما متصل بطرفه بملف استحثاث ملتف بداخله ملف ثانوي، ولملاحظة الطاقة الكهربائية تم استخدام أنبوبي تفريغ كهربائي، وبالفعل نجحت التجربة وأضاء الأنبوبين.
وتوصل تسلا لنظريتين وهما:-
1. باستخدام مصدرين من نوع واحد بينهما مسافة على سطح الأرض، يمكن استحثاث سيل من التيار الكهربي.
2. اعتبار الأرض كمذبذب قوي للكهرباء لتحل محل اللوح الأول لإنتاج الكهرباء، وبذلك تحدث الأرض اضطرابات تعتبر تيارًا كهربائيًا ينتقل فوق سطح الأرض، ولتحسين هذه النظرية فإننا سنستعين بطبقة «التروبوسفير» من طبقات الغلاف الجوي (على ارتفاع 8كم) بمثابة اللوح الثاني لنقل الكهرباء، وذلك بتقليل الكثافة أو الضغط الجوي في هذه الطبقة  حتى نستطيع التخلص من مقاومة هذه الطبقة لنقل التيار الكهربائي، وبذلك ينتقل التيار الكهربائي لمسافات بعيدة.

## الاثر الاقتصادي
العديد من الدول ستستفيد اقتصاديًا من هذه التقنية الحديثة، وعلى وجه الخصوص نحتاج إلى محطات استقبال متفرقة، مثل محطات التلفزيون والراديو، ويتطلب ذلك أيضًا مستقبل واحد للطاقة باستخدام ظاهرة الرنين، ومستقبل لكل جهاز كهربائي، ولكننا لن نحتاج إلى أسلاك كهربائية لنقل الطاقة، ولن نحتاج إلى فواتير تحصيل شهرية، ولا إلى وقود أحفوري، وستصبح شبكات تمديد الكهرباء غير إلزامية، بالنهاية ستصبح الكهرباء مثل تقنية ” التلفزيون المباشر” Direct TV”

## تجارب حديثة
1. قامت شركة انتل بعمل تجربة، وأثبتت فيها إمكانية النقل اللاسلكي للكهرباء كما في الشكل 2.
2. قام عمر أحمد خان وصديقه “Daniel Fu” من مدرسة “Bishop Cotton BOY” ببناء دارة كهربائية لاسلكية تقوم بتوصيل الكهرباء بلا أسلاك، ونجحوا في ذلك.